# Radio Hobby
Radio Hobby – komercyjna stacja radiowa, mająca siedzibę w Legionowie i wykorzystująca częstotliwość 89,4 MHz, działająca w latach 2008–2018. Właścicielem koncesji była spółka Hobby Sp. z o.o.
Zasięg nadawania Radia Hobby obejmował północną część Warszawy i jej okolice. Na antenie dominowała muzyka – głównie współczesna, w mniejszym stopniu utwory lat 80. i 90. Grupę docelową stanowili mężczyźni w wieku 25–50 lat.

## Historia
Radio rozpoczęło emisję programu 10 grudnia 2008. Na początku działalności stacji audycje prowadzili m.in. Zygmunt Chajzer, Bohdan Tomaszewski i Tadeusz Sznuk. Koncesję na nadawanie Radia Hobby przyznano 19 listopada.
Siedziba stacji mieściła się przy ul Jagiellońskiej 10 w Legionowie. Posiadała koncesję na nadawanie z mocą ERP 0,2 kW z nadajnika w Legionowie na częstotliwości 89,4 MHz. Udziały w Radiu HOBBY mieli Dominik Kubalski (od 10 sierpnia 2010) oraz polityk Artur Zawisza (od 10 września 2009). Prezesem był Paweł Kubalski.
Emisja na częstotliwości 89,4 została zakończona 18 listopada 2018 w związku z wygaśnięciem obowiązującej koncesji.

## Kontrowersje
23 listopada 2010 roku do Krajowej Rady Radiofonii i Telewizji (KRRiT) trafił list podpisany przez 26 byłych pracowników i współpracowników Radia Hobby, domagających się odebrania koncesji tej stacji. Zarzucali oni prezesowi rozgłośni oprócz niewypełniania warunków koncesji między innymi niewypłacanie pensji należnych pracownikom oraz łamanie praw pracowniczych. Spółka będąca właścicielem radia stała się niewypłacalna wobec kontrahentów oraz pracowników. W 2010 roku dokonano zmian właścicielskich, w wyniku których wszystkie udziały Pawła Kubalskiego w spółce objął Dominik Kubalski. 8 lutego 2011 roku KRRiT wszczęła postępowanie w sprawie odebrania koncesji Radiu HOBBY. KRRiT zarzucała rozgłośni radiowej naruszanie postanowień udzielonej koncesji. 21 maja 2012 roku na wniosek jednego z wierzycieli do spółki wprowadzony został zarząd przymusowy, a 20 czerwca 2012 roku został złożony wniosek o upadłość likwidacyjną spółki Hobby Sp. z o.o..
1 lipca 2015 roku KRRiT umorzyła postępowanie o cofnięcie koncesji Radiu Hobby, jednocześnie wszczynając kolejne. Jej powodem była emitowana na antenie Radia Hobby od 2011 roku audycja przygotowywana przez rosyjskie państwowe Radio Sputnik. Nadawca Radio Hobby poprzez komunikaty odtwarzane przed i po emisji audycji zrzekał się wpływu na treść tejże audycji, co według KRRiT naruszało ustawę o radiofonii i telewizji. W listopadzie 2015 roku KRRiT ostatecznie cofnęła koncesję radia. Decyzję utrzymano w mocy w lipcu 2016, ale we wrześniu nakazano wstrzymanie jej wykonywania, w związku z czym radio kontynuowało nadawanie.
Radio Hobby wysłało do KRRiT informację o planie przedłużenia dziesięcioletniej koncesji zbyt późno (w październiku 2018 roku, moment ten upłynął w listopadzie 2017 roku). co ostatecznie spowodowało zakończenie emisji 18 listopada 2018 roku.
W 2021 roku Naczelny Sąd Administracyjny uchylił decyzję przewodniczącego KRRiT z lipca 2016 roku o cofnięciu koncesji (decyzję wydano prawie trzy lata po terminie końca koncesji).